# Comté de Sullivan (Pennsylvanie)
Pour les articles homonymes, voir Comté de Sullivan.
Le comté de Sullivan est un comté américain de l'État de Pennsylvanie. Au recensement de 2020, le comté compte 5 840 habitants. Il a été créé le 15 mars 1847, à partir du comté de Lycoming et tire son nom du Général John Sullivan. Le siège du comté se situe à Laporte.

## Géographie
Le comté de Sullivan est situé à environ 198 km au nord-ouest de Philadelphie et à 314 km à l'est-nord-est de Pittsburgh.

## Démographie
| Groupe            | Comté de Sullivan | Pennsylvanie | États-Unis |
| ----------------- | ----------------- | ------------ | ---------- |
| Blancs            | 92,6              | 73,5         | 58         |
| Latino-Américains | 1,8               | 8,1          | 19         |
| Afro-Américains   | 1,3               | 10,5         | 12,1       |
| Asiatiques        | 0,3               | 3,4          | 6,2        |
| Métis             | 3,4               | 3,3          | 4,1        |
| Autres            | 0,5               | 0,4          | 0,5        |
| Amérindiens       | 0,15              | 0,1          | 0,9        |
| Océano-américains | 0                 | 0,02         | 0,2        |
| Total             | 100               | 100          | 100        |

## Liste des municipalités

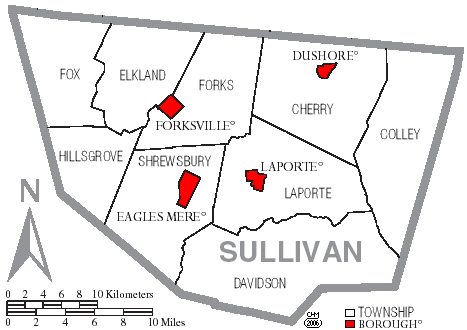
Carte du comté de Sullivan présentant les boroughs (en rouge) et les townships (en blanc).

Le comté de Sullivan compte treize municipalités incorporées : quatre boroughs et neuf townships, qui varient en taille : le borough de Dushore s'étend sur 2,3 km2 tandis que le Davidson Township a une superficie de 202,3 km2. Le Cherry Township est le plus peuplé du comté avec 1 718 habitants, soit 26,2 % du total en 2000 ; le borough de Forksville est la municipalité la moins peuplée avec 147 habitants, soit 2,2 %.
Toute municipalité en Pennsylvanie comprenant plus de 10 habitants peut s'incorporer en borough ; tout township ou borough comptant au moins 10 000 habitants peut s'incorporer en city après accord de la législature de Pennsylvanie qui accorde une charte ; toutefois, étant donné que le comté de Sullivan ne compte que 6 556 habitants, il ne comprend aucune city. Il n'y a pas de zone non incorporée dans le comté, puisque tout le territoire de Pennsylvanie est incorporé.
| Municipalité (type)   | Remarques | Fondation | Incorporation | Formé à partir du                                                             | Superficie (mile²) | Superficie (km²) | Population (2000) | Carte |
| --------------------- | --- | --------- | ------------- | ----------------------------------------------------------------------------- | ------------------ | ---------------- | ----------------- | ----- |
| Dushore (borough)     | Nommé en hommage à Aristide Aubert Du Petit-Thouars, le colon français qui y construit la première cabane. Dushore est une corruption de "Du Petit-Thouars".                                            | 1794      | 1859          | Cherry Township                                                               | 0,9                | 2,3              | 663               |       |
| Eagles Mere (borough) | Nommé d'après le Eagles Mere Lake situé dans son centre (et lui-même nommé d'après la Pygargue à tête blanche (Bald Eagle en anglais) et mere, un terme anglais désignant un lac large et peu profond). | 1877      | 1899          | Shrewsbury Township                                                           | 2,2                | 5,8              | 153               |       |
| Forksville (borough)  | Nommé d'après le confluent (forks) de Little Loyalsock Creek et de Loyalsock Creek dans le borough. | 1794      | 1880          | Forks Township                                                                | 1,5                | 3,9              | 147               |       |
| Laporte (borough)     | Siège de comté ; nommé en hommage à John Laporte, un membre de la Chambre des Représentants et le dernier topographe général de Pennsylvanie.                                                           | 1850,     | 1853          | Laporte Township                                                              | 1,3                | 3,3              | 290               |       |
| Cherry Township       | Nommé d'après les forêts primaires de cerisiers ou d'après le village de Cherry Hill. | 1816,     | 1824          | Shrewsbury Township, qui faisait alors partie du comté de Lycoming,           | 57,8               | 149,8            | 1 718             |       |
| Colley Township       | Nommé d'après William Colley, un homme d'affaires et un juge local. | 1823      | 1849          | Cherry Township,                                                              | 59,0               | 152,8            | 647               |       |
| Davidson Township     | Nommé en l'honneur de Asher Davidson, un juge associé du Comté de Lycoming. | 1806,     | 1833          | Shrewsbury Township, qui faisait alors partie du comté de Lycoming            | 78,2               | 202,5            | 626               |       |
| Elkland Township      | Doit son nom aux élans qui vivaient dans la région. | 1798,     | 1804          | Shrewsbury Township, qui faisait alors partie du comté de Lycoming            | 38,7               | 100,2            | 607               |       |
| Forks Township        | Doit son nom au confluent (forks) de Little Loyalsock Creek et de Loyalsock Creek, situé aujourd'hui à Forksville.                                                                                      | 1794      | 1833          | Shrewsbury Township, qui faisait alors partie du comté de Lycoming            | 43,9               | 113,7            | 407               |       |
| Fox Township          | Nommé en hommage à George Fox, le fondateur de la Société religieuse des Amis. | 1800,     | 1839          | Elkland Township, qui faisait alors partie du comté de Lycoming               | 38,6               | 100,0            | 332               |       |
| Hillsgrove Township   | Nommé en hommage à John Hill, l'un des premiers colons, et du village de Hillsgrove qu'il fonda. Son nom originel était Plunketts Creek Township ; le changement eut lieu en 1856.                      | 1786,     | 1838          | Davidson et Franklin Townships, qui faisait alors partie du comté de Lycoming | 28,4               | 73,6             | 265               |       |
| Laporte Township      | Nommé en hommage à John LaPorte, un membre de la Chambre des Représentants et le dernier topographe général de Pennsylvanie.                                                                            | 1830      | 1850          | Cherry, Davidson et Shrewsbury Townships,                                     | 53,7               | 139,2            | 373               |       |
| Shrewsbury Township   | Nommé d'après le Shrewsbury Township, New Jersey. | 1799      | 1803          | Muncy Township, qui faisait alors partie du comté de Lycoming                 | 48,1               | 124,5            | 328               |       |

### Carte cliquable

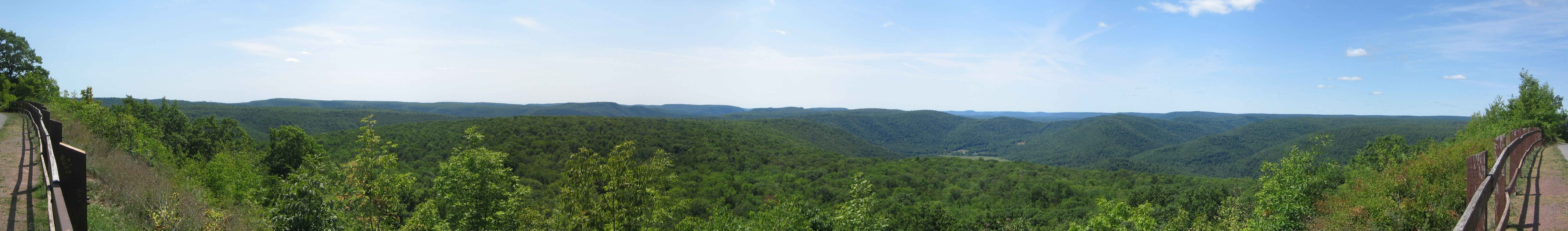
Panorama de la Loyalsock State Forest depuis le High Knob Panorama dans le Hillsgrove Township. La région présentée fait partie du plateau érodé d'Allegheny.